# National Trophy Series 2018-2019
Navigation
2017-2018 2019-2020
Le National Trophy Series 2018-2019 a lieu du 7 octobre 2018 à Derby au 6 janvier 2019 à Shrewsbury. Elle comprend six manches. Toutes les épreuves font partie du calendrier de la saison de cyclo-cross masculine 2018-2019.

## Résultats

### Podiums masculins
| # | Date        | Lieu       | Vainqueur          | Deuxième           | Troisième      | Leader du classement général |
| - | ----------- | ---------- | ------------------ | ------------------ | -------------- | ---------------------------- |
| 1 | 7 octobre   | Derby      | Braam Merlier      | Thomas Mein        | Wietse Bosmans | Braam Merlier                |
| 2 | 28 octobre  | Irvine     | Ian Field          | Yorben Van Tichelt | Callum Macleod | Ian Field                    |
| 3 | 11 novembre | Crawley    | Thomas Joseph      | Lander Loockx      | Ian Field      | Ian Field                    |
| 4 | 25 novembre | York       | Gianni Siebens     | Yorben Van Tichelt | Nicholas Craig | Yorben Van Tichelt           |
| 5 | 9 décembre  | Ipswich    | Braam Merlier      | Ian Field          | Arne Vrachten  | Ian Field                    |
| 6 | 6 janvier   | Shrewsbury | Gosse van der Meer | Ian Field          | Cameron Mason  | Ian Field                    |

### Podiums féminins
| # | Date        | Lieu       | Vainqueur        | Deuxième         | Troisième        | Leader du classement général |
| - | ----------- | ---------- | ---------------- | ---------------- | ---------------- | ---------------------------- |
| 1 | 7 octobre   | Derby      | Bethany Crumpton | Anna Kay         | Ffion James      | Bethany Crumpton             |
| 2 | 28 octobre  | Irvine     | Ffion James      | Bethany Crumpton | Anna Kay         | Bethany Crumpton             |
| 3 | 11 novembre | Crawley    | Anna Kay         | Bethany Crumpton | Ffion James      | Bethany Crumpton             |
| 4 | 25 novembre | York       | Harriet Harnden  | Eileen Roe       | Bethany Crumpton | Bethany Crumpton             |
| 5 | 9 décembre  | Ipswich    | Bethany Crumpton | Anna Kay         | Josie Nelson     | Bethany Crumpton             |
| 6 | 6 janvier   | Shrewsbury | Ffion James      | Anna Kay         | Anna Flynn       | Bethany Crumpton             |